# Bezvān
Bezvān (persiska: بِزاوان, بُزوان, بَزُوان, بزوان, بیزه وان, Bezāvān, Beyzehvān) är en ort i Iran.   Den ligger i provinsen Östazarbaijan, i den nordvästra delen av landet, 500 km nordväst om huvudstaden Teheran. Bezvān ligger 2 070 meter över havet och antalet invånare är 248.
Terrängen runt Bezvān är varierad.Runt Bezvān är det ganska glesbefolkat, med 35 invånare per kvadratkilometer. Närmaste större samhälle är Ahar, 19,9 km norr om Bezvān. Trakten runt Bezvān består i huvudsak av gräsmarker.